# Segunda División de México 1984-85
La Temporada 1984-85 de la Segunda División de México fue el XXXVI torneo de la historia de la segunda categoría del fútbol mexicano. El Club Deportivo Irapuato se proclamó campeón por segunda ocasión, tras vencer al Pachuca por 5-3 en la final por el título.

## Cambios
- Zacatepec ascendió a Primera División.
- Unión de Curtidores descendió desde el máximo circuito.
- Los clubes Santos Laguna y Universidad Autónoma de Querétaro ascendieron desde la Segunda B, mientras que el Club San Mateo Atenco lo hizo desde la Tercera División.
- UABJO, La Piedad y SUOO descendieron a la Segunda B.
- A mitad de temporada el Veracruz fue vendido por problemas económicos, convirtiéndose en los Aguiluchos de Yucatán.[2]

## Formato de competencia
Los veinte equipos se dividen en cuatro grupos de cinco clubes, las agrupaciones se dividen en dos llaves de 10 conjuntos que juegan entre ellos en cuatro ocasiones a lo largo de 36 jornadas, dos veces en cada campo. Los dos primeros lugares de cada agrupación se clasifican a la liguilla en donde los ocho clubes se reparten en dos grupos de cuatro conjuntos, siendo los líderes los que jugarán la final por el campeonato a visita recíproca.  El último lugar de la tabla general desciende directamente a Segunda 'B', mientras que los lugares 16.º, 17.º, 18.º y 19.º deberán jugar un grupo de permanencia, en el cual los últimos dos puestos completarán el descenso.

## Equipos participantes

### Equipos por Entidad Federativa
| Entidad Federativa | N.º | Equipos                                   |
| ------------------ | --- | ----------------------------------------- |
| Guanajuato         | 3   | Irapuato, Salamanca y Unión de Curtidores |
| Veracruz           | 3   | Córdoba, Poza Rica y Veracruz             |
| Estado de México   | 3   | Nuevo Necaxa, San Mateo Atenco y Texcoco  |
| Colima             | 2   | Colima y Tecomán                          |
| Hidalgo            | 2   | Pachuca y Tulancingo                      |
| Querétaro          | 2   | Cobras y U.A. Querétaro                   |
| Coahuila           | 1   | Santos Laguna                             |
| Michoacán          | 1   | Zamora                                    |
| Jalisco            | 1   | Club Jalisco                              |
| Nayarit            | 1   | Tepic                                     |
| Tamaulipas         | 1   | U.A. Tamaulipas                           |
| Yucatán            | 1   | Yucatán                                   |

### Información sobre los equipos participantes
| Equipo              | Ciudad                             | Estadio                              |
| ------------------- | ---------------------------------- | ------------------------------------ |
| Cobras Querétaro    | Santiago de Querétaro, Querétaro   | Municipal de Querétaro / Corregidora |
| Colima              | Colima, Colima                     | Colima                               |
| Córdoba             | Córdoba, Veracruz                  | Rafael Murillo Vidal                 |
| Irapuato            | Irapuato, Guanajuato               | Irapuato                             |
| Jalisco             | Guadalajara, Jalisco               | Jalisco                              |
| Nuevo Necaxa        | Amecameca, Estado de México        | Francisco Flores                     |
| Pachuca             | Pachuca, Hidalgo                   | Revolución Mexicana                  |
| Poza Rica           | Poza Rica, Veracruz                | Heriberto Jara Corona                |
| Salamanca           | Salamanca, Guanajuato              | El Molinito                          |
| San Mateo Atenco    | San Mateo Atenco, Estado de México | Municipal San Mateo Atenco           |
| Santos Laguna       | Torreón, Coahuila                  | Corona                               |
| Tecomán             | Tecomán, Colima                    | IAETAC                               |
| Tepic               | Tepic, Nayarit                     | Nicolás Álvarez Ortega               |
| Texcoco             | Texcoco, Estado de México          | Municipal de Texcoco                 |
| Tulancingo          | Tulancingo, Hidalgo                | Primero de Mayo                      |
| U.A. Querétaro      | Santiago de Querétaro, Querétaro   | Municipal de Querétaro / Corregidora |
| U.A. Tamaulipas     | Ciudad Victoria, Tamaulipas        | Marte R. Gómez                       |
| Unión de Curtidores | León, Guanajuato                   | La Martinica                         |
| Veracruz            | Veracruz, Veracruz                 | Luis Pirata Fuente                   |
| Yucatán             | Mérida, Yucatán                    | Carta Clara                          |
| Zamora              | Zamora, Michoacán                  | Municipal de Zamora                  |

## Grupos

### Zona occidente

#### Grupo 1
| Pos. | Equipo              | Pts. | PJ | G  | E  | P  | GF | GC | Dif. | Clasificación               |
| ---- | ------------------- | ---- | -- | -- | -- | -- | -- | -- | ---- | --------------------------- |
| 1    | Unión de Curtidores | 57   | 36 | 19 | 6  | 11 | 57 | 41 | +16  | Cuadrangular de la liguilla |
| 2    | Jalisco             | 53   | 36 | 16 | 9  | 11 | 48 | 40 | +8   | Cuadrangular de la liguilla |
| 3    | Colima              | 35   | 36 | 9  | 11 | 16 | 34 | 43 | −9   |                             |
| 4    | Santos Laguna       | 33   | 36 | 10 | 10 | 16 | 40 | 52 | −12  | Grupo de descenso           |
| 5    | Zamora (D)          | 32   | 36 | 10 | 7  | 19 | 32 | 45 | −13  | Grupo de descenso           |

 Fuente: RSSSF

#### Grupo 2
| Pos. | Equipo             | Pts. | PJ | G  | E  | P  | GF | GC | Dif. | Clasificación               |
| ---- | ------------------ | ---- | -- | -- | -- | -- | -- | -- | ---- | --------------------------- |
| 1    | Irapuato (C)       | 58   | 36 | 17 | 11 | 8  | 54 | 29 | +25  | Cuadrangular de la liguilla |
| 2    | U. A. de Querétaro | 58   | 36 | 19 | 5  | 12 | 47 | 34 | +13  | Cuadrangular de la liguilla |
| 3    | Deportivo Tepic    | 57   | 36 | 18 | 8  | 10 | 72 | 50 | +22  |                             |
| 4    | Tecomán            | 41   | 36 | 13 | 7  | 16 | 47 | 67 | −20  |                             |
| 5    | Salamanca          | 28   | 36 | 7  | 10 | 19 | 41 | 71 | −30  | Grupo de descenso           |

 Fuente: RSSSF

### Zona oriente

#### Grupo 3
| Pos. | Equipo           | Pts. | PJ | G  | E  | P  | GF | GC | Dif. | Clasificación               |
| ---- | ---------------- | ---- | -- | -- | -- | -- | -- | -- | ---- | --------------------------- |
| 1    | Pachuca          | 66   | 36 | 19 | 12 | 5  | 65 | 22 | +43  | Cuadrangular de la liguilla |
| 2    | Correcaminos UAT | 61   | 36 | 18 | 10 | 8  | 70 | 44 | +26  | Cuadrangular de la liguilla |
| 3    | Texcoco          | 52   | 36 | 14 | 12 | 10 | 48 | 41 | +7   |                             |
| 4    | Córdoba          | 44   | 36 | 11 | 12 | 13 | 42 | 47 | −5   |                             |
| 5    | Tulancingo       | 40   | 36 | 10 | 14 | 12 | 36 | 44 | −8   |                             |

 Fuente: RSSSF

#### Grupo 4
| Pos. | Equipo                 | Pts. | PJ | G  | E  | P  | GF | GC | Dif. | Clasificación               |
| ---- | ---------------------- | ---- | -- | -- | -- | -- | -- | -- | ---- | --------------------------- |
| 1    | Cobras de Querétaro    | 59   | 36 | 17 | 12 | 7  | 66 | 41 | +25  | Cuadrangular de la liguilla |
| 2    | Poza Rica              | 40   | 36 | 9  | 17 | 10 | 39 | 43 | −4   | Cuadrangular de la liguilla |
| 3    | San Mateo Atenco       | 34   | 36 | 10 | 8  | 18 | 47 | 69 | −22  |                             |
| 4    | Veracruz / Yucatán (D) | 29   | 36 | 6  | 14 | 16 | 36 | 73 | −37  | Grupo de descenso           |
| 5    | Nuevo Necaxa (D)       | 26   | 36 | 7  | 7  | 22 | 34 | 59 | −25  | Descenso de categoría       |

 Fuente: RSSSF
Notas:
1. ↑  En la jornada 8 el Veracruz vendió su franquicia a Yucatán por problemas financieros, tras esto, el equipo pasó a competir como Yucatán jugando en Mérida.

## Tabla general
| Pos. | Equipo                 | Pts. | PJ | G  | E  | P  | GF | GC | Dif. | Clasificación               |
| ---- | ---------------------- | ---- | -- | -- | -- | -- | -- | -- | ---- | --------------------------- |
| 1    | Pachuca                | 66   | 36 | 19 | 12 | 5  | 65 | 22 | +43  | Cuadrangular de la liguilla |
| 2    | Correcaminos UAT       | 61   | 36 | 18 | 10 | 8  | 70 | 44 | +26  | Cuadrangular de la liguilla |
| 3    | Cobras de Querétaro    | 59   | 36 | 17 | 12 | 7  | 66 | 41 | +25  | Cuadrangular de la liguilla |
| 4    | Irapuato (C)           | 58   | 36 | 17 | 11 | 8  | 54 | 29 | +25  | Cuadrangular de la liguilla |
| 5    | U. A. de Querétaro     | 58   | 36 | 19 | 5  | 12 | 47 | 34 | +13  | Cuadrangular de la liguilla |
| 6    | Deportivo Tepic        | 57   | 36 | 18 | 8  | 10 | 72 | 50 | +22  |                             |
| 7    | Unión de Curtidores    | 57   | 36 | 19 | 6  | 11 | 57 | 41 | +16  | Cuadrangular de la liguilla |
| 8    | Jalisco                | 53   | 36 | 16 | 9  | 11 | 48 | 40 | +8   | Cuadrangular de la liguilla |
| 9    | Texcoco                | 52   | 36 | 14 | 12 | 10 | 48 | 41 | +7   |                             |
| 10   | Córdoba                | 44   | 36 | 11 | 12 | 13 | 42 | 47 | −5   |                             |
| 11   | Tecomán                | 41   | 36 | 13 | 7  | 16 | 47 | 67 | −20  |                             |
| 12   | Tulancingo             | 40   | 36 | 10 | 14 | 12 | 36 | 44 | −8   |                             |
| 13   | Poza Rica              | 40   | 36 | 9  | 17 | 10 | 39 | 43 | −4   | Cuadrangular de la liguilla |
| 14   | Colima                 | 35   | 36 | 9  | 11 | 16 | 34 | 43 | −9   |                             |
| 15   | San Mateo Atenco       | 34   | 26 | 10 | 8  | 8  | 47 | 69 | −22  |                             |
| 16   | Santos Laguna          | 33   | 36 | 10 | 10 | 16 | 40 | 52 | −12  | Grupo de descenso           |
| 17   | Zamora (D)             | 32   | 36 | 10 | 7  | 19 | 32 | 45 | −13  | Grupo de descenso           |
| 18   | Veracruz / Yucatán (D) | 29   | 36 | 6  | 14 | 16 | 36 | 73 | −37  | Grupo de descenso           |
| 19   | Salamanca              | 28   | 36 | 7  | 10 | 19 | 41 | 71 | −30  | Grupo de descenso           |
| 20   | Nuevo Necaxa (D)       | 26   | 36 | 7  | 7  | 22 | 34 | 59 | −25  | Descenso de categoría       |

 Fuente: RSSSF
Notas:
1. ↑  En la jornada 8 el Veracruz vendió su franquicia a Yucatán por problemas financieros, tras esto, el equipo pasó a competir como Yucatán jugando en Mérida.

## Resultados

### Llave Occidente
| Local \ Visitante   | COL | IRA | JAL | SAL | SAN | TEC | TEP | UDC | UAQ | ZAM |
| ------------------- | --- | --- | --- | --- | --- | --- | --- | --- | --- | --- |
| Colima              | —   | 1–1 | 0–1 | 4–1 | 3–0 | 1–1 | 2–1 | 1–3 | 1–2 | 1–0 |
| Irapuato            | 2–0 | —   | 2–0 | 3–0 | 0–0 | 4–0 | 3–1 | 2–1 | 0–1 | 1–0 |
| Jalisco             | 2–0 | 1–5 | —   | 2–0 | 4–1 | 1–1 | 2–2 | 1–0 | 0–1 | 0–0 |
| Salamanca           | 0–0 | 1–1 | 3–1 | —   | 2–1 | 5–1 | 1–1 | 1–2 | 1–5 | 3–1 |
| Santos Laguna       | 1–1 | 3–3 | 1–0 | 1–1 | —   | 1–1 | 2–2 | 2–1 | 0–1 | 1–0 |
| Tecomán             | 1–2 | 3–1 | 1–3 | 2–1 | 4–1 | —   | 5–1 | 0–3 | 2–0 | 2–1 |
| Tepic               | 2–0 | 1–1 | 1–0 | 3–2 | 3–2 | 1–0 | —   | 3–0 | 2–0 | 3–0 |
| Unión de Curtidores | 2–1 | 0–0 | 1–0 | 1–1 | 1–1 | 3–2 | 4–1 | —   | 1–0 | 1–1 |
| U.A. de Querétaro   | 2–1 | 0–0 | 0–1 | 3–1 | 3–0 | 0–0 | 3–4 | 0–2 | —   | 2–0 |
| Zamora              | 1–0 | 0–2 | 0–1 | 1–1 | 1–0 | 3–1 | 1–3 | 1–0 | 1–3 | —   |

| Local \ Visitante   | COL | IRA | JAL | SAL | SAN | TEC | TEP | UDC | UAQ | ZAM |
| ------------------- | --- | --- | --- | --- | --- | --- | --- | --- | --- | --- |
| Colima              | —   | 3–0 | 1–1 | 1–1 | 0–0 | 0–1 | 1–0 | 1–3 | 0–1 | 1–1 |
| Irapuato            | 3–0 | —   | 3–1 | 2–0 | 1–0 | 4–0 | 1–2 | 2–0 | 1–1 | 2–1 |
| Jalisco             | 1–1 | 2–1 | —   | 0–0 | 1–1 | 6–0 | 2–1 | 4–2 | 1–0 | 0–2 |
| Salamanca           | 0–1 | 1–1 | 3–1 | —   | 1–1 | 1–0 | 0–3 | 1–3 | 1–0 | 1–3 |
| Santos Laguna       | 2–1 | 2–1 | 0–1 | 2–0 | —   | 4–0 | 2–1 | 2–0 | 1–0 | 0–1 |
| Tecomán             | 0–2 | 0–0 | 1–1 | 3–1 | 2–1 | —   | 1–0 | 2–0 | 4–1 | 2–1 |
| Tepic               | 1–1 | 0–0 | 4–2 | 7–1 | 4–3 | 6–0 | —   | 1–3 | 1–1 | 2–0 |
| Unión de Curtidores | 3–0 | 2–0 | 0–0 | 3–1 | 4–1 | 3–2 | 3–1 | —   | 0–0 | 1–0 |
| U.A. de Querétaro   | 2–1 | 1–0 | 0–2 | 3–1 | 2–0 | 3–1 | 0–2 | 3–0 | —   | 2–1 |
| Zamora              | 0–0 | 0–1 | 1–2 | 4–2 | 1–0 | 1–1 | 1–1 | 2–1 | 0–1 | —   |

### Llave Oriente
| Local \ Visitante | COB | COR | NEC | PAC | PZR | SMA | TEX | TUL | UAT | VYU |
| ----------------- | --- | --- | --- | --- | --- | --- | --- | --- | --- | --- |
| Cobras            | —   | 2–0 | 0–1 | 2–0 | 2–0 | 1–1 | 1–0 | 1–1 | 1–2 | 2–1 |
| Córdoba           | 0–0 | —   | 1–0 | 1–1 | 1–1 | 2–0 | 1–1 | 0–1 | 0–2 | 5–0 |
| Necaxa            | 1–3 | 0–2 | —   | 1–1 | 3–1 | 1–2 | 1–2 | 0–0 | 0–1 | 0–1 |
| Pachuca           | 4–0 | 1–1 | 1–0 | —   | 2–1 | 2–0 | 2–1 | 0–0 | 3–1 | 6–0 |
| Poza Rica         | 1–1 | 0–1 | 5–1 | 0–0 | —   | 1–0 | 1–2 | 2–2 | 3–1 | 3–0 |
| San Mateo Atenco  | 0–3 | 1–2 | 0–1 | 0–1 | 2–2 | —   | 0–1 | 3–3 | 4–2 | 5–4 |
| Texcoco           | 1–1 | 4–2 | 1–0 | 1–2 | 1–1 | 4–2 | —   | 2–0 | 0–0 | 1–1 |
| Tulancingo        | 0–0 | 0–1 | 1–0 | 0–2 | 0–0 | 2–0 | 1–3 | —   | 0–0 | 2–1 |
| Correcaminos UAT  | 1–1 | 2–0 | 5–0 | 3–1 | 4–1 | 4–1 | 5–0 | 3–0 | —   | 4–1 |
| Veracruz/Yucatán  | 0–0 | 1–4 | 0–0 | 1–1 | 1–2 | 3–1 | 0–1 | 3–3 | 1–1 | —   |

| Local \ Visitante | COB | COR | NEC | PAC | PZR | SMA | TEX | TUL | UAT | YUC  |
| ----------------- | --- | --- | --- | --- | --- | --- | --- | --- | --- | ---- |
| Cobras            | —   | 2–1 | 5–1 | 1–1 | 2–0 | 4–3 | 2–0 | 3–0 | 3–1 | 10–3 |
| Córdoba           | 0–4 | —   | 2–2 | 1–1 | 0–0 | 1–1 | 2–2 | 4–0 | 0–2 | 3–1  |
| Necaxa            | 2–2 | 0–1 | —   | 1–3 | 1–1 | 1–2 | 1–0 | 4–1 | 2–3 | 1–0  |
| Pachuca           | 3–0 | 3–0 | 2–0 | —   | 6–0 | 0–2 | 5–0 | 0–0 | 2–0 | 5–0  |
| Poza Rica         | 2–1 | 2–1 | 0–0 | 1–1 | —   | 3–1 | 2–1 | 0–0 | 1–1 | 1–1  |
| San Mateo Atenco  | 2–2 | 2–0 | 0–4 | 1–0 | 1–1 | —   | 1–0 | 2–1 | 2–2 | 2–0  |
| Texcoco           | 3–0 | 5–0 | 2–1 | 0–0 | 0–0 | 3–1 | —   | 1–1 | 2–0 | 0–0  |
| Tulancingo        | 1–2 | 1–0 | 3–1 | 1–3 | 1–0 | 3–0 | 1–1 | —   | 2–0 | 3–0  |
| Correcaminos UAT  | 4–2 | 1–1 | 3–2 | 0–0 | 1–0 | 4–1 | 2–1 | 1–1 | —   | 2–2  |
| Yucatán           | 0–0 | 1–1 | 2–0 | 1–0 | 0–0 | 1–1 | 1–1 | 1–0 | 3–2 | —    |

## Liguilla

### Grupo de Campeonato A
| Pos. | Equipo              | Pts. | PJ | G | E | P | GF | GC | Dif. | Clasificación     |
| ---- | ------------------- | ---- | -- | - | - | - | -- | -- | ---- | ----------------- |
| 1    | Pachuca             | 13   | 6  | 4 | 2 | 0 | 7  | 1  | +6   | Acceso a la final |
| 2    | Unión de Curtidores | 9    | 6  | 3 | 1 | 2 | 6  | 6  | 0    |                   |
| 3    | U. A. de Querétaro  | 7    | 6  | 2 | 1 | 3 | 7  | 5  | +2   |                   |
| 4    | Poza Rica           | 2    | 6  | 0 | 2 | 4 | 0  | 8  | −8   |                   |

 Fuente: RSSSF

#### Resultados
| Local \ Visitante   | PAC | PZR | UDC | UAQ |
| ------------------- | --- | --- | --- | --- |
| Pachuca             | —   | 1–0 | 2–0 | 2–0 |
| Poza Rica           | 0–0 | —   | 0–1 | 0–0 |
| Unión de Curtidores | 1–1 | 2–0 | —   | 2–1 |
| UAQ                 | 0–1 | 4–0 | 2–0 | —   |

### Grupo de Campeonato B
| Pos. | Equipo              | Pts. | PJ | G | E | P | GF | GC | Dif. | Clasificación     |
| ---- | ------------------- | ---- | -- | - | - | - | -- | -- | ---- | ----------------- |
| 1    | Irapuato            | 12   | 6  | 4 | 1 | 1 | 10 | 3  | +7   | Acceso a la final |
| 2    | Cobras de Querétaro | 7    | 6  | 2 | 2 | 2 | 9  | 8  | +1   |                   |
| 3    | Jalisco             | 6    | 6  | 1 | 3 | 2 | 8  | 10 | −2   |                   |
| 4    | Correcaminos UAT    | 5    | 6  | 1 | 2 | 3 | 7  | 13 | −6   |                   |

 Fuente: RSSSF

#### Resultados
| Local \ Visitante | COB | IRA | JAL | UAT |
| ----------------- | --- | --- | --- | --- |
| Cobras            | —   | 2–1 | 2–2 | 4–1 |
| Irapuato          | 1–0 | —   | 3–0 | 3–0 |
| Jalisco           | 1–1 | 0–1 | —   | 2–0 |
| Correcaminos UAT  | 2–0 | 1–1 | 3–3 | —   |

### Final
La serie final del torneo enfrentó al Irapuato contra el Pachuca.
| 16 de junio de 1985 | Irapuato | 2-1 | Pachuca | Estadio Irapuato, Irapuato |  |

| 23 de junio de 1985                                                                | Pachuca | 2-3 | Irapuato | Estadio Revolución Mexicana, Pachuca |  |
| Irapuato campeón de la Temporada 1984-85 y asciende a Primera División. Global 3-5 |         |     |          |                                      |  |

|                               |
| Irapuato Campeón 2.do título. |

### Grupo de descenso
| Pos. | Equipo        | Pts. | PJ | G | E | P | GF | GC | Dif. | Clasificación         |
| ---- | ------------- | ---- | -- | - | - | - | -- | -- | ---- | --------------------- |
| 1    | Santos Laguna | 11   | 6  | 3 | 2 | 1 | 8  | 3  | +5   |                       |
| 2    | Salamanca     | 10   | 6  | 4 | 0 | 2 | 7  | 7  | 0    |                       |
| 3    | Zamora (D)    | 8    | 6  | 2 | 2 | 2 | 15 | 7  | +8   | Descenso de categoría |
| 4    | Yucatán (D)   | 2    | 6  | 0 | 2 | 4 | 0  | 13 | −13  | Descenso de categoría |

 Fuente: RSSSF

#### Resultados
| Local \ Visitante | SAL | SAN | YUC | ZAM |
| ----------------- | --- | --- | --- | --- |
| Salamanca         | —   | 1–0 | 2–0 | 2–1 |
| Santos Laguna     | 3–0 | —   | 0–0 | 3–1 |
| Yucatán           | 0–1 | 0–1 | —   | 0–0 |
| Zamora            | 3–1 | 1–1 | 9–0 | —   |